# 銀嶼
銀嶼（英語：Observation Bank、ベトナム語：Bãi Xà Cừ / 𣺽硨磲）は、西沙諸島（パラセル諸島）南西部のクレスセント諸島（英語: Crescent Group、中国語: 永楽環礁）の北部に位置する砂州のひとつ。
鴨公島から北東1海里離れている。海抜は2メートル余り。面積は0.01平方キロメートル。旧名は観察灘帯または森屏灘。多数の小屋が建設されている。
銀嶼は中華人民共和国に実効支配され、海南省三沙市に属する。中華民国（台湾）とベトナムも銀嶼の主権を主張している。